# Dorfwelver
Dorfwelver – wieś w gminie Welver w powiecie Soest, w kraju związkowym Nadrenia Północna-Westfalia, w rejencji Arnsberg.

## Demografia
Według spisu ludności z końca 2024 roku, w Dorfwelver mieszkało 205 mieszkańców, z czego 105 to mężczyźni, a 100 kobiety.

## Geografia

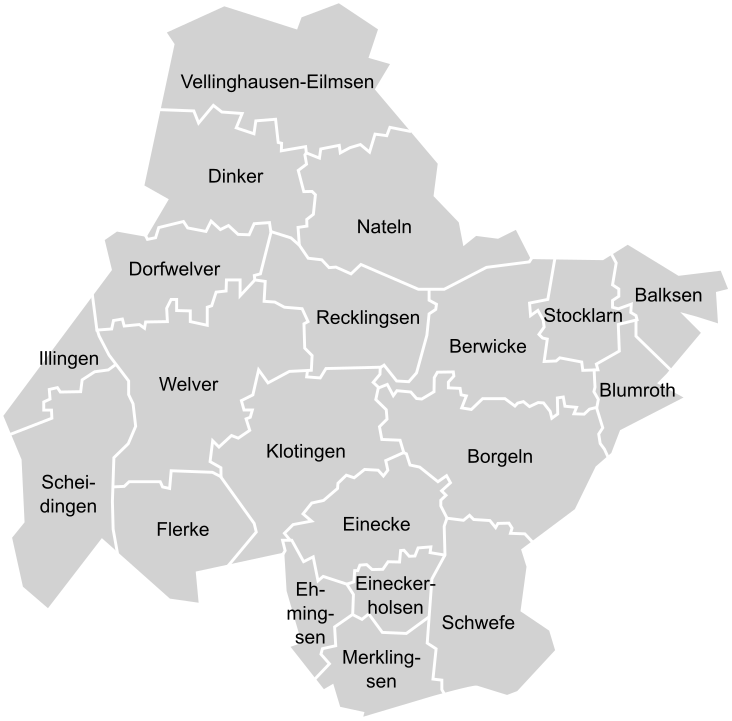
Dzielnice gminy Welver

Dolfwelver mierzy powierzchnię 3,87 km².
Dzielnica leży w zachodniej części gminy i graniczy z czterema innymi dzielnicami: Dinker, Recklingsen, Welver i Illingen.

## Historia

### Reorganizacja gmin
W ramach reorganizacji gmin 1 lipca 1969 roku Dorfwelver wraz z 20 innymi miejscowościami stało się częścią nowej gminy Welver.

## Polityka
Burmistrzem Dorfwelver jest Sebastian Schütz.